# Episodi di Aladdin
Di seguito vengono elencati tutti gli episodi della serie televisiva Aladdin, prodotta dalla Disney e andata in onda a partire dal 1994. La serie si compone di tre stagioni, per un totale di 86 episodi.

## Prima stagione

### Le magiche penne di Petra
- Titolo originale: Air Feather Friends
- Trama: Tre piccoli ma distruttivi tornado seminano il caos per il mercato di Agrabah, rubando oro e gioielli. I più superstiziosi pensano che siano demoni del vento, ma Aladdin pensa che siano solo ladri ed è costretto a dimostrare la sua teoria. Scopre quindi che Abis Mal e i suoi scagnozzi stanno usando la magia delle piume d'oro di un uccello chiamato Roc per creare dei tornado. Ora spetta ad Aladdin e i suoi amici salvare Agrabah.
- Nota: In questo episodio Jasmine è assente.

### Le lune di re Mamoud
- Titolo originale: Bad Mood Rising
- Trama: Aladdin, Jasmine, Abù, Iago e Genio vengono chiamati per una missione diplomatica con il regno del Quirkistan. Ma il gruppo è scioccato nel vedere che il Quirkistan si trova in uno squallido deserto; si scopre che la terra è incantata, e che il tempo, e tutto ciò che è in essa, è determinato dallo stato emotivo di Mamoud, il giovane re del Quirkistan, che sta rimuginando per la sua mancata festa di compleanno a tutti, e, di conseguenza, tutta la terra è condannata. Così, con la prospettiva di un ricco tesoro come ricompensa, il gruppo cerca di rallegrare il re. Aladdin ci prova con la sua rischiosa abilità di giocoliere con le spade, ma solo la narrazione di Jasmine può calmare Mamoud. Purtroppo, lei dovrà rimanere lì e intrattenere il re per sempre...

### Un talento incompreso
- Titolo originale: To Cure a Thief
- Trama: Il maldestro ladruncolo Amin Damoola riesce a sfuggire alle trappole della stanza dove è custodito il tesoro del Sultano. Quando Abù prende un guanto d'oro, innescando i meccanismi delle trappole, Aladdin lo rimprovera per i suoi furti. Abù viene quindi reclutato da Amin, che lo porta alla gilda dei ladri. Decidono di rubare il guanto d'oro, che è l'ideale aiuto magico di un ladro. Sentendosi poi giù di morale, dopo aver saputo che Aladdin non vuole avere più niente a che fare con lui, Abù decide di andarsene, ma Amin lo porta a palazzo, dove nessuna sicurezza può fermare la scimmia...

### I bassifondi di Agrabah
- Titolo originale: Do the Rat Thing
- Trama: Pur essendo infastidita da un principe di un regno vicino che vuole sposarla, Jasmine è ulteriormente arrabbiata con Aladdin, quando lui si rivolge a lei come "Principessa", invece che con il suo nome. Lei va quindi per le strade della città con Iago, per dimostrare di sapersela cavare da sola come ladra. Ma quando lei ruba uno specchio magico, trasforma accidentalmente se stessa in un ratto e Iago in una lucertola. Ora i due devono intrufolarsi nel palazzo per trovare Aladdin, in modo da poter avere l'aiuto di Genio per invertire la maledizione.

### La città abbandonata
- Titolo originale: Never Say Nefir
- Trama: Arrivando a Getzistan, Aladdin e i suoi amici scoprono che la città viene distrutta ogni notte da un infuriato e gigantesco mostro-rinoceronte danzante, Semir il Distruttore, per poi essere ricostruita da Nephir e i suoi diavoletti il giorno seguente. Mentre indaga, Genio scopre che Nephir è il responsabile del profitto della ricostruzione della città, grazie a delle scarpe da ballo magiche, e la cosa peggiora quando le scarpe in questione vengono date anche a Genio. Toccherà ad Aladdin risolvere la situazione.
- Nota: In questo episodio Jasmine è assente.

### Insetti meccanici
- Titolo originale: Getting the Bugs Out
- Trama: Dopo aver combattuto contro con un insetto meccanico che è stato inviato ad Agrabah da una terra vicina, Genio e Tappeto ci restano male quando Aladdin si prende tutto il merito, trascurando la loro presenza. Tuttavia, quando si recano nel luogo da dove proveniva quell'insetto, si trovano faccia a faccia con il loro nuovo avversario: l'inventore greco Mekanikos, che cattura Genio e Tappeto. Aladdin deve ora combattere gli insetti meccanici per conto dei suoi amici.

### Il demone del fumo
- Titolo originale: The Vapor Chase
- Trama: Abis Mal si imbatte in un sacco pieno di una polvere magica che, quando brucia, crea una creatura di fumo disposta a rubare per lui. Poi, inganna Jasmine facendole comprare tutta la polvere per darla al popolo di Agrabah, perché la utilizzi come combustibile. Solo che, dopo aver rubato dalla gente di Agrabah, le creature di fumo si combinano per formare il mostro di fumo Fuliggismog, che poi si rivolta contro Abis Mal e inizia a distruggere la città.

### Il tesoro più prezioso
- Titolo originale: Garden of Evil
- Trama: Venti anni fa, il Sultano trovò un magnifico giardino e colse un fiore da portare a casa alla sua sposa. Questo suscitò l'ira del padrone del giardino, un mago di nome Arbutus metà uomo metà pianta, che si definisce un artista e crea la bellezza, ma disprezza l'uomo per l'apparente noncuranza verso la sua arte. L'unico modo che può consentire al Sultano di lasciarlo in vita è la promessa di un tesoro più prezioso... che si rivela essere Jasmine.

### Abù il grande eroe
- Titolo originale: Much Abu About Something
- Trama: Una civiltà perduta che viene minacciata da un tirannosauro sopravvissuto rende omaggio ad Abù come il loro grande protettore.
- Nota: In questo episodio Jasmine è assente.

### L'uomo di latta
- Titolo originale: My Fair Aladdin
- Trama: Aladdin diventa più colto e snob quando si sente lasciato fuori dalle riunioni reali. Ma Jasmine vorrebbe che Aladdin si limitasse a essere se stesso. Tuttavia, quando Genio viene catturato mentre indaga sull'ultimo piano di Mekanikos, spetta ad Aladdin salvarlo.

### Un amore cosmico
- Titolo originale: Some Enchanted Genie
- Trama: Genio si innamora di una geniessa di nome Eden, ma lei non è un genio libero, avendo una giovane orfana senza fissa dimora di nome Dandhi come sua padrona. La situazione si fa critica quando Abis Mal cerca di impadronirsi di Eden, diventando il suo nuovo padrone.
- Nota: In questo episodio Jasmine e Iago sono assenti.

### La città nascosta
- Titolo originale: Web of Fear
- Trama: Un'ampia zona di Agrabah crolla nelle caverne sottostanti, e gli abitanti ritengono che i leggendari Unkhbut, delle specie di ragni giganti, siano i responsabili.

### Il popolo del fango
- Titolo originale: Mudder's Day
- Trama: Durante un viaggio attraverso il deserto, Aladdin e i suoi amici vengono attirati in una falsa oasi, che si rivela essere una trappola che li conduce in una caverna abitata da creature di fango carnivore, i Fangaddi.

### Il mostro del triangolo di Nettuno
- Titolo originale: Plunder the Sea
- Trama: Aladdin e il capitano Al Bahtross devono lavorare insieme per risolvere il mistero del Kraken che affonda le navi mercantili. Il colpevole non è un comune mostro marino, ma una delle invenzioni di Mekanikos.

### Un amore impossibile
- Titolo originale: Strike Up the Sand
- Trama: Dopo aver aiutato una ladra di nome Sadira, Aladdin scopre che lei è innamorata di lui e la rifiuta. Tuttavia, trovando dei libri sulla sabbia magica, Sadira cerca di usare gli incantesimi per fare in modo che Aladdin si innamori di lei, ed evoca una bestia di sabbia per rapire Jasmine.

### Il genio alla riscossa
- Titolo originale: I Never Mechanism I Didn't Like
- Trama: Per riuscire a sconfiggere Aladdin, Mekanikos cerca di ipnotizzare tutti i suoi amici con un robot maggiordomo chiamato Gregarius, regalandolo al Sultano come dono di pace, ma non si accorge che Genio e Tappeto (essendo soprannaturali) non subiscono nessun effetto dalla sua creazione ipnotica.

### La regina della pioggia
- Titolo originale: Fowl Weather
- Trama: Aladdin e i suoi amici sono in viaggio in una foresta pluviale in cerca di acqua. La foresta e tutte le nuvole di pioggia sono dominate da un uccello chiamato Zondra, che si innamora di Iago. Mentre Zondra è attratta da Iago, gli altri rubano una nuvola di pioggia per portarla ad Agrabah per dare acqua al popolo (anche se Jasmine non è d'accordo con questo piano, in quanto loro usano Iago per ingannare Zondra), solo per poi affrontare l'ira di Zondra una volta scoperto l'inganno di Iago.

### La rosa dell'oblio
- Titolo originale: Forget Me Lots
- Trama: Abis Mal usa una rosa magica, la Rosa dell'oblio, per cancellare la memoria di Jasmine, facendole credere che lei sia sua figlia, destinata a impossessarsi di Agrabah. Tuttavia, il suo piano fallisce quando Jasmine lo mette in riga, e tocca ad Aladdin farle ricordare chi è veramente.

### Il piccolo Squirt
- Titolo originale: Scare Necessities
- Trama: Jasmine riceve come regalo da Aladdin un animaletto carino che, quando ha paura, concede un desiderio a chi lo ha spaventato (per potersi così dare alla fuga). Finisce, quindi, per essere pedinato dall'avido Iago per la sua capacità unica.

### Un incantesimo quasi perfetto
- Titolo originale: SandSwitch
- Trama: Una notte, Sadira lancia un incantesimo su tutta Agrabah. La mattina dopo, la memoria di tutti è stata riorganizzata in modo che Sadira è la principessa e Jasmine una ragazza di strada. Tuttavia, quando la tigre Rajah sta per attaccarla, Sadira scopre che l'incantesimo non ha effetto sugli animali. Sadira confina magicamente Rajah in una gabbia, ma Iago e Abù la liberano ed escono dal palazzo per trovare Jasmine. Una volta trovata, Iago convince Jasmine a tornare a palazzo, e lei accetta, dopo aver visto Aladdin alla sfilata di nozze con Sadira. Non sa perché, ma si sente romanticamente attratta da lui. Quando Jasmine, Iago e gli altri interrompono il matrimonio, nonostante le interferenze da parte di Genio che afferra Jasmine e le tappa la bocca, lei riesce a far tornare in sé Aladdin. I due condividono un bacio romantico, rompendo quindi l'incantesimo di Sadira.

### Il giorno della fondazione
- Titolo originale: Lost and Founded
- Trama: Abis Mal ruba una clessidra magica che agisce come una macchina del tempo e, inseguito da Aladdin e i suoi amici, viaggia indietro all'anno in cui è stata fondata Agrabah, avendo in mente un piano per il suo antenato, Abnor Mal, di diventare sultano e cambiare la storia della città. Aladdin deve impedirlo prima che sia troppo tardi. In questo episodio, si scopre che Agrabah è stata fondata dallo sceicco Hamed, l'antenato dell'attuale famiglia regnante.

### Prigioniera della Luna
- Titolo originale: Moonlight Madness
- Trama: In una notte di luna piena, Aladdin è preso tra la sua promessa di passare la notte solo con Jasmine, e l'altra di aiutare i suoi amici a cercare un tesoro misterioso.

### Le pietre dell'umore
- Titolo originale: The Flawed Couple
- Trama: Abis Mal e Mekanikos si incontrano e scoprono di avere lo stesso nemico in comune: Aladdin. Attirano quindi lui e i suoi amici in una trappola, progettando di combinare gli insetti robotici di Mekanikos con le magiche Pietre dell'umore, che Abis Mal possiede, e che cambiano le emozioni di una persona in base al colore (blu per la tristezza, bianco per l'allegria, giallo per la paura, rosa per l'amore, verde per l'invidia e viola per la vanità) per seminare il caos tra i loro nemici e compiere la loro vendetta.

### Il signore dei venti
- Titolo originale: Rain of Terror
- Trama: Mentre è nella foresta pluviale con Abù e Genio, a Iago viene dato da Zondra un amuleto magico che controlla il tempo e i cinque elementi (Acqua, Fuoco, Terra, Aria, e la Quintessenza), mentre lei si prende una vacanza. Tuttavia, il nemico di Zondra, un mostruoso serpente alato di nome Malcho, lo inganna nel tentativo di dargli l'amuleto, e ora Iago dovrà mettere da parte il suo abuso di potere climatico per il bene di Zondra.
- Nota: In questo episodio Aladdin e Jasmine sono assenti.

### Don Chisciotte
- Titolo originale: Dune Quixote
- Trama: Sadira prova ancora con i suoi vecchi trucchi mentre lancia un incantesimo su Aladdin, facendogli credere di essere il suo cavaliere in armatura e che Abù sia il suo destriero. Prima che entrambi vengano trasportati nel suo regno di fantasia, Jasmine, Genio e Iago li fermano; ma quando Genio scombina l'incantesimo con la sua magia, provoca alcuni effetti collaterali: Aladdin pensa ancora di essere un cavaliere e Abù viene trasformato in un mulo. Ora tutti devono rimediare all'incantesimo di Sadira, e Aladdin deve darle il bacio del vero amore per farlo. Tuttavia, Jasmine non è d'accordo con il piano; lei e Sadira cominciano a discutere, per poi fare pace nella loro rivalità riguardo all'amore per Aladdin.

### Il morso del rocciadrago
- Titolo originale: The Day the Bird Stood Still
- Trama: Abis Mal mette nei profumi da bagno del Sultano il veleno di una creatura chiamata Rocciadrago, e Iago viene maledetto quando si intrufola nel bagno del Sultano e utilizza i profumi. Tuttavia, quando nessuno mostra alcuna preoccupazione di cercare l'antidoto prima che diventi completamente di pietra al tramonto, Iago fa un patto con Abis Mal: la lampada di Genio in cambio dell'antidoto.

### Il castello ghiacciato
- Titolo originale: Of Ice and Men
- Trama: Aladdin e i suoi amici incontrano nel gelido Nord un ʿIfrīt di ghiaccio di nome Frajhid, e lo portano ad Agrabah per usare la sua magia allo scopo di portare ghiaccio e neve per far divertire il popolo. Anche se inizialmente soddisfatti, Aladdin e i suoi amici si rendono conto che il freddo è troppo da gestire per la città, e devono trovare un modo per riportare Frajhid indietro prima che la situazione vada fuori controllo.

### Il dragone di Pei-Ling
- Titolo originale: Opposites Detract
- Trama: Aladdin, Genio, Iago, Abù e Tappeto viaggiano verso la città orientale di Pei Ling, ma non prima di aver salvato Zin, un ragazzo svenuto nel deserto. All'arrivo, scoprono che la città è sotto una maledizione: all'oscuro di Aladdin e dei suoi amici, Zin è costretto ogni sera dal suo gemello malvagio Zang a unirsi a lui per trasformarsi in un drago, l'ex-protettore, che distrugge la città. Quando ne vengono a conoscenza, Aladdin e i suoi amici sono decisi a fermare la distruttività del drago, e convincere Zin a rinunciare alla sua metà malvagia.
- Nota: In questo episodio Jasmine è assente.

### Abis Mal l'invincibile
- Titolo originale: Caught by the Tale
- Trama: Quando due ragazzini di Agrabah vogliono ascoltare le storie di Aladdin, il Genio e Iago le raccontano, con qualche abbellimento eccessivo di quest'ultimo. Abis Mal e il suo servitore Haroud, avendole sentite di nascosto, convincono i ragazzini ad aiutarli a ottenere un elmo dorato appartenuto a Scorpio l'Invincibile, e tenuto in un nascondiglio sotterraneo. Nonostante siano spaventati all'idea, i ragazzi sono d'accordo, ma finiscono in seguito intrappolati in un buco. Iago e Abù li seguono, e Iago si frattura un'ala. Trovando di nuovo il coraggio, riescono a fuggire e avvertono Genio. Nel frattempo, Abis Mal ha scoperto che l'elmo può congelare chiunque, e prende possesso del palazzo del Sultano dopo aver congelato quest'ultimo e le guardie. In un primo momento, Genio ci prova invano, ma Aladdin si fa avanti e sconfigge Abis Mal, rompendo l'elmo. Infine, Aladdin spiega ai ragazzini che chiunque può essere un eroe.
- Nota: In questo episodio Jasmine è assente.

### Una sirena ad Agrabah
- Titolo originale: Elemental, My Dear Jasmine
- Trama: Durante una passeggiata in spiaggia, dopo essere stata ridicolizzata da Aladdin quando lei si bagna e si ritrova delle alghe nei capelli, Jasmine viene trascinata sott'acqua e incontra la sirena Saleen. Tuttavia, dopo aver dato a Jasmine la capacità di respirare sott'acqua, Saleen viene a conoscenza di Aladdin, imprigiona la principessa e va sulla terraferma per conquistare il cuore del suo ragazzo. L'unico modo per invertire la maledizione che lega Jasmine sott'acqua è quello di far tornare Saleen in mare, che è più facile di quel che sembra, visto che l'acqua magica di Saleen le permette di connettersi con qualsiasi specchio d'acqua.

### Lo spirito dei vulcani
- Titolo originale: Smolder and Wiser
- Trama: Haroud inganna Aladdin facendogli credere che è stato maledetto dalla goffaggine. Nel frattempo, Abis Mal trama di entrare in possesso di Agrabah, costringendola alla resa, o sarà distrutta da un Ifrit di nome Macma, che ha il controllo sui vulcani.

### Che vinca il migliore
- Titolo originale: The Game
- Trama: Quando Genio vuole vincere contro Tappeto in un gioco, si affida a due maghi a cui hanno dimostrato di essere bravi per una competizione "amichevole".

### L'abominevole uomo delle nevi
- Titolo originale: Snowman is an Island
- Trama: Mentre attraversano una distesa ghiacciata, Aladdin, Genio e gli altri entrano in un castello abitato da un abominevole uomo delle nevi. Lo yeti permette loro di passare, tranne Genio, che deve rimanere per intrattenerlo. Aladdin e i suoi amici devono trovare un modo per liberare Genio dallo yeti, fino a far divertire quest'ultimo durante l'inseguimento.
- Nota: In questo episodio Jasmine è assente.

### Il regno degli animali
- Titolo originale: The Animal Kingdom
- Trama: Aladdin e i suoi amici si imbattono in una valle nascosta, in cui degli animali antropomorfi hanno costruito la propria civiltà. Dal momento che Aladdin è umano, credono che sia una pericolosa minaccia per la loro prospera città.
- Nota: In questo episodio Jasmine è assente.

## Seconda stagione

### Genio per un giorno
- Titolo originale: Power to the Parrot
- Trama: Volendo dimostrare che può fare altrettanto nell'usare la magia, Genio trasferisce i suoi poteri a Iago su richiesta di quest'ultimo. Tuttavia, scopre che fare il Genio non è così facile come sembra.
- Nota: In questo episodio Aladdin e Jasmine sono presenti, ma con un ruolo secondario.

### I cavalieri del destino
- Titolo originale: The Sands of Fate
- Trama: Mentre Aladdin e i suoi amici viaggiano attraverso uno dei sette deserti, sono testimoni di una battaglia tra i Cavalieri di Ramond e un gruppo di predoni, che viene improvvisamente interrotta. Un saggio veggente cieco, Phasir, appare davanti a loro, dicendo che è il loro destino ripetere questa battaglia. Aladdin cerca di fermarli, ma diventa uno di loro. Genio e Iago vengono a sapere che una gemma mistica, che si è rotta cadendo da una cassa, è la causa di questa battaglia. Ora i due devono viaggiare nel tempo e impedire alla gemma di cadere, o i loro amici (e i Cavalieri di Ramond) saranno destinati a essere bloccati nel tempo per sempre.
- Nota: In questo episodio Jasmine è assente.

### La terra delle sabbie d'oro
- Titolo originale: The Citadel
- Trama: Dopo aver affrontato una creatura magica che minacciava la città, Aladdin incontra lo stregone responsabile della creatura, un giovane mago di nome Mozenrath, che ha preso il controllo della Terra delle Sabbie Nere dopo aver ottenuto il potere dell'ex sovrano (e averlo trasformato in uno schiavo). Vedendo il coraggio e lo spirito di Aladdin, Mozenrath gli offre un posto di lavoro, ma quando Aladdin lo rifiuta, ricorre al sequestro di Genio. Ora, Aladdin e i suoi amici devono salvare Genio prima che venga divorato dal Thirdack, una bestia che si nutre di esseri magici.
- Nota: In questo episodio Jasmine è assente.

### L'oro dei poveri
- Titolo originale: Poor Iago
- Trama: Dopo essere stato colto in flagrante mentre cercava di rubare della polvere d'oro dalla stanza del tesoro del Sultano, Iago si sente stanco di essere sempre avido e comincia a dare via le cose in maniera incontrollata, provocando una situazione in cui egli dà via tutti gli oggetti di valore della gente (come la lampada di Genio e il fez di Abù).

### Il cristallo di Ixtalah
- Titolo originale: The Secret of Dagger Rock
- Trama: Aladdin viene catturato da Mozenrath, che esige Genio in cambio. Jasmine, che si sente responsabile per non essere stata in grado di aiutarlo quando ha assistito al suo improvviso rapimento, vuole salvarlo. Quando suo padre glielo vieta, scappa travestita da guardia di palazzo per andare in soccorso di Aladdin.

### Chi ha paura dei gatti di fuoco
- Titolo originale: In the Heat of the Fright
- Trama: Ad Aladdin e i suoi amici viene assegnato il compito di tracciare un fiume mentre attraversano le terre vicine, ma lungo la strada notano un villaggio in fiamme. Dopo aver salvato il villaggio dai gatti di fuoco che lo hanno invaso, la fonte di tutto questo si rivela essere Mirage, una strega dalle sembianze feline che viene descritta da Iago come l'Incarnazione del Male. Al calar della notte, Genio diventa sempre più spaventato riguardo a Mirage, e se ne va con il gruppo sulla strada per Agrabah, ma a causa della sonnolenza, vengono invece trasportati nel mondo di Mirage, Morbia. Qui, devono combattere i gatti di fuoco per sconfiggere la strega. Ma, come scoperto da Genio, devono prima affrontare le proprie paure, che è ciò di cui i gatti di fuoco si nutrono, prima che Aladdin e i suoi amici possano fuggire.
- Nota: In questo episodio Jasmine è assente, anche se viene rappresentata come Mirage mascherata da lei.

### Le sette facce del genio
- Titolo originale: The Seven Faces of Genie
- Trama: In una missione diplomatica per negoziare con il sultano Pasta Al Dente del Getzistan, il Sultano nomina Aladdin e Genio diplomatici onorari. Genio cerca di essere in tutti gli aspetti un diplomatico in una volta, ma le cose vanno male quando Abis Mal e Haroud gli lanciano contro una sfera che lo divide in sette personalità: ira, coraggio, stramberia, saggezza, ilarità, paura e gentilezza. Ora Aladdin e gli altri devono trovare un modo per recuperare tutte le personalità di Genio e riunirle insieme, prima che Abis Mal le usi per conquistare il Getzistan.
- Nota: In questo episodio Jasmine è assente.

### Il ritorno di Mozenrath
- Titolo originale: The Wind Jackals of Mozenrath
- Trama: Aladdin, Jasmine e Abù partono alla volta della Terra delle Sabbie Nere, in una missione segreta che riguarda una misteriosa "arma" posseduta da Mozenrath. A palazzo, Genio, Tappeto, e Iago notano l'assenza dei loro amici. Iago suggerisce che siano andati a caccia di un tesoro e che li hanno "tenuti all'oscuro". Genio presume, invece, che siano in pericolo. I tre si recano verso la Terra delle Sabbie Nere, solo per sventare la missione di Aladdin e Jasmine e venendo, di conseguenza, catturati dai dispositivi di rilevazione di magia di Mozenrath. Il giovane stregone li imprigiona, lasciando che vengano inceneriti all'alba da un gigantesco diamante sopra di loro. Poi, rivela che la sua arma segreta è in realtà Scirocco, uno sciacallo di vento magico, che userà per conquistare Agrabah. Mentre sono in cella, Aladdin rivela la ragione per cui gli altri sono stati lasciati indietro (Genio e Tappeto perché la loro magia è stata possibile da rilevare, e Iago perché parla a vanvera). Abù riesce a forzare la serratura sui ceppi anti-magia di Genio e salva tutti. Tornano ad Agrabah per fermare Mozenrath, usando l'abilità vocale-mimica di Iago per ingannare lo Scirocco con la voce del suo padrone.

### Un eroe quasi perfetto
- Titolo originale: A Clockwork Hero
- Trama: Wahid, un giovane ragazzo di Agrabah, vuole essere un eroe come Aladdin. Coglie la sua occasione quando s'imbatte in uno dei robot giganti di Mekanikos costruito a sua somiglianza. Dopo essere entrato all'interno del robot e averne preso il controllo, sconfigge il minotauro Dominus Zanna per dimostrare il suo valore, ma Mekanikos riprende il controllo, e Wahid è ancora all'interno della macchina. Aladdin e i suoi amici devono salvarlo traendo vantaggio da una situazione imbarazzante dell'essere un eroe.
- Nota: In questo episodio Jasmine è assente.

### Missione impossibile
- Titolo originale: Mission: Imp Possible
- Trama: Dopo aver scoperto che un tesoro chiamato Seta dorata è protetto da un verme gigante, Aladdin viene avvelenato da Nefir, e Genio vuole aiutarlo, con la promessa che una piccola quantità di seta d'oro sarà in grado di curare Aladdin. Tuttavia, quando Genio e Iago tentano di trovare la seta, non sono a conoscenza che Nefir intende usarli per affrontare il verme, che si è trasformato in una falena gigante.

### Barbare usanze
- Titolo originale: Stinker Belle
- Trama: Aladdin, Jasmine e gli altri viaggiano per il regno di Odiferus per assistere al matrimonio del principe Uncouthma e la sua amata, la forte donna barbara Brunilde. Le complicazioni sorgono quando Brunilde decide che vuole sposare Aladdin invece, in quanto è fragile rispetto agli altri barbari, e ha bisogno di protezione. Uncouthma diventa sempre più geloso, e quando Jasmine suggerisce di combattere per mantenere la sua sposa, prende la cosa alla lettera e sceglie di combattere Aladdin fino alla morte per Brunilde. Tuttavia, all'insaputa di entrambi, il Gran Visir Runta, un piccolo e gracile barbaro, sta tramando per sbarazzarsi di Uncouthma e reclamare per sé il trono.

### Un brutto miraggio
- Titolo originale: Shadow of a Doubt
- Trama: Mirage si intrufola a palazzo mascherata da "Sultana" e ottiene informazioni sugli amici di Aladdin, per poi rivelare il suo piano: un grande obelisco nero viene posto al di fuori di Agrabah e quando la sua ombra si estende cancella tutto ciò che avvolge. Mirage, tuttavia, dà un vantaggio ad Aladdin: uno specchio magico in un antro in cima al tetto del mondo, che rivela la verità, è l'unico modo per salvare Agrabah. Aladdin, Jasmine e gli altri cercano di distruggere l'obelisco, e ben presto salvano la città. Ma Jasmine, Iago e Abù scoprono che stanno succedendo cose strane (nessuno che urla ad Abù per aver rubato o il Sultano che chiama Jasmine "Principessa") e Mirage li porta nel suo mondo, dopo essere stata molto vicina all'obiettivo, rivelando il suo piano finale. Una volta che Aladdin scopre la verità, tocca a lui e Genio evocare un miraggio per ingannare la strega, e per evitare di perdere i loro amici e la loro città.

### Ritorno a Odiferus
- Titolo originale: Smells Like Trouble
- Trama: Durante una visita a Odiferus, Aladdin e gli altri incontrano il principe Uncouthma e il figlio di Brunilde, Bud. Ma un'epidemia si sta diffondendo, lasciando gli abitanti pietrificati. Nel disperato tentativo di aiutarli, Aladdin resta coinvolto in delle sfide barbariche, ma ben presto scopre la causa di tutto: una lucertola portata da un commerciante sta attaccando i suoi amici, tra cui Uncouthma. Mentre i barbari cercano di fermare la lucertola con la forza bruta, il generale Gouda, anche se pietrificato, e Aladdin si rendono conto che per battere la creatura devono cambiare l'odore del suo alito, prima che altre lucertole vengano a Odiferus.
- Nota: In questo episodio Jasmine è assente.

### Il mercante d'armi
- Titolo originale: The Way We War
- Trama: Agrabah e Odiferus sono in guerra, dopo che Nephir ha venduto delle armi alle due città. Quando Aladdin e i suoi amici indagano, scoprono che Nephir è dietro a tutta questa guerra, così da poter trarre profitto da entrambi i regni.

### La notte dei Fangaddi
- Titolo originale: Night of the Living Mud
- Trama: Dopo aver combattuto contro i Fangaddi, Aladdin e i suoi amici tornano a casa. Genio decide che Aladdin e Jasmine hanno bisogno di passare una serata da soli, ma Iago ha accidentalmente portato un Fangaddi a palazzo. Mentre Genio cerca di tenere a bada il nemico fangoso, senza intromettersi tra i due ragazzi, la situazione diventa sempre più complicata.

### L'uovo di grifone
- Titolo originale: Egg-stra Protection
- Trama: Aladdin e i suoi amici si dirigono a Getzistan per liberare la città da un grifone, recuperando il suo uovo che è stato rubato da Abis Mal, che intende utilizzare il cucciolo di grifone per completare una pozione che lo renderebbe invincibile. Tuttavia, dopo che Aladdin si rompe le costole, a causa di un incidente che si è verificato quando ha contribuito a recuperare l'uovo ad Agrabah, Jasmine vuole che rimanga in disparte, ma Aladdin vuole aiutare e Jasmine si ritrova presto sotto attacco dal grifone.

### Lo stregone senza testa
- Titolo originale: Heads, You Lose
- Trama: Il Califfo Kapok, un mago disincarnato, si reca dal Sultano per una visita e chiede ad Aladdin di aiutarlo a ricongiungersi al suo corpo. Lo fanno, ma presto si rendono conto che la testa del Califfo è la fonte della sua malvagità e quando Aladdin cerca di fermarlo, Kapok gli separa la testa dal collo. Toccherà a Jasmine e ai suoi amici prendere la testa del Califfo, in modo che possa invertire l'incantesimo e far tornare Aladdin alla normalità.

### Mekanikos il distruttore
- Titolo originale: The Love Bug
- Trama: Aladdin e i suoi amici vanno nella foresta pluviale di Zondra e scoprono che la foresta è in pericolo a causa di Mekanikos. Zondra, trovando Iago inaffidabile, decide di prendere in mano la situazione.
- Nota: In questo episodio Jasmine è assente.

### Quando arriva il "caos"
- Titolo originale: When Chaos Comes Calling
- Trama: Caos è un gatto volante con poteri divini che vive in maniera imprevedibile. Quando Mirage non riesce distruggere Agrabah, lo inganna convincendolo che il luogo è troppo banale e noioso. Mentre è lì, Caos dà colpi di scena alla vita di Aladdin, come l'apparizione di un gemello cattivo di lui e di Genio, e si propone di rendere la sua vita più eccitante. Per tutto il tempo, Mirage osserva la scena, senza sapere che questo è, in realtà, solo un piano ingegnoso dello stesso Caos, per darle una lezione per essere sempre stata malvagia.

### La prodigiosa armatura
- Titolo originale: Armored and Dangerous
- Trama: Quando Dominus Zanna attacca Agrabah mentre Aladdin e Genio sono fuori città per una missione diplomatica, il Sultano indossa un'antica armatura magica che gli dà forza e resistenza sovrumane. Sconfigge Zanna, ma quando Aladdin ritorna il giorno dopo, Jasmine lo informa che il comportamento del Sultano è sempre più violento e imprevedibile. Ben presto, scoprono che la maledizione dell'armatura è la causa per cui il Sultano è diventato aggressivo, e devono trovare un modo per rimuovere la maledizione e salvarlo.

### La statua smarrita
- Titolo originale: Shark Treatment
- Trama: Saleen affonda una nave diretta ad Agrabah con una statua preziosa per conquistare Aladdin, e gli lancia un incantesimo che lo trasforma in uno squalo, cosicché possa averlo tutto per sé. Mentre Genio, Abù e Iago hanno difficoltà a recuperare la sua collana per invertire la magia, si rendono conto che il braccio destro di Saleen, il polpo Armand, potrebbe essere la chiave per avere la collana e aiutare Aladdin.
- Nota: In questo episodio Jasmine è assente.

### Sabbia nera
- Titolo originale: Black Sand
- Trama: Quando Iago nota che a palazzo tutti si comportano in modo strano, sospetta che il Sultano abbia in mente di organizzare una festa. Tuttavia, mentre Aladdin scopre la stessa cosa, ben presto si rendono conto che i servitori di Mozenrath, i Mammalucchi, vengono utilizzati per impersonare i loro amici, e Mozenrath sta usando la sua sabbia nera per intrappolarli nel suo regno, mentre sono sostituiti da Mammalucchi che hanno preso le loro sembianze. Dopo che Aladdin viene catturato, spetta a Iago e Abù distrarre Mozenrath e il suo famiglio Xerxes, cosicché Tappeto possa condurli in una missione di salvataggio.

### Un bel gioco dura poco
- Titolo originale: Love at First Sprite
- Trama: Un giorno, mentre è con Tappeto, Aladdin viene osservato da dei piccoli folletti, che lo seguono fino a palazzo. Gli Spiritelli sono tipi molto curiosi, e presto mostrano la loro capacità di sollevare Aladdin e i suoi amici in aria, permettendo loro di "volare" da soli, senza Tappeto. Sentendosi trascurato, Tappeto si allontana per stare con Iago (che informa gli Spiritelli che sa già volare) e Abù. Le cose iniziano in modo amichevole, ma la situazione peggiora rapidamente quando gli Spiritelli portano Aladdin e i suoi amici via tra le nuvole e si rifiutano di lasciarli andare a casa. Genio crede di poterli convincere, si ingigantisce e comincia a urlargli contro, chiedendo loro di smettere, ma gli Spiritelli hanno un piano, e lavorano insieme per volare intorno a Genio in cerchio, facendo sì che lui muti forma involontariamente, per poi rimanere completamente legato in un nodo. Genio cerca di liberarsi, mentre gli Spiritelli tengono Aladdin e i suoi amici sotto il loro controllo. Le loro richieste di gioco infinite fanno arrabbiare Aladdin e gli altri, a cui gli Spiritelli rispondono che loro "non gli sono più simpatici". Per dare ad Aladdin e i suoi amici una lezione, alzano il palazzo in aria, lanciano Aladdin e gli altri dentro, e lo scagliano a terra. Genio è allo stremo delle forze, ma Tappeto, che viene in soccorso, inganna gli Spiritelli, facendosi inseguire intorno al palazzo, rallentando così la caduta. Tutti lo ringraziano, e Aladdin giura di volare solo con lui d'ora in poi.

### La rivincita di Iago
- Titolo originale: Vocal Hero
- Trama: Dopo una recente truffa di Iago per ingannare il Sultano, facendogli mettere i gioielli in un robot meccanico che ha costruito ed esposto da Aladdin e Abù, il Sultano sbatte a calci Iago fuori dal palazzo come punizione. Tuttavia, Amin Damoola trasforma il Sultano in una piccola statua d'oro. Mentre Aladdin e i suoi amici devono prenderlo, per poi riportare Iago dal Sultano, che vuole riconquistare la sua fiducia, non sono a conoscenza del fatto che i nuovi dispositivi magici di Amin sono stati forniti da Mozenrath, che vuole tenere il Sultano a scopo di ricatto.

### La perduta Città del Sole
- Titolo originale: The Lost City of the Sun
- Trama: Gli Spiritelli vengono catturati da Mozenrath, che prevede di utilizzarli per trovare una città perduta che ha un'arma necessaria per governare tutti i sette deserti. Uno di loro si dà alla fuga e avverte Aladdin, e si precipitano per fermare Mozenrath e salvare gli altri Spiritelli.
- Nota: In questo episodio Jasmine è assente.

### Ritorno dal Mondo del Non-Ritorno
- Titolo originale: As the Netherworld Turns
- Trama: Iago e Abù scoprono una gemma magica nel vecchio laboratorio di Jafar. Hanno in mente di usare la sua magia per passare attraverso i muri, ma non sono a conoscenza che il vero potere della pietra è che li trasporta nell'Aldilà, dove vengono a sapere che il piano di Ayam Aghoul non è solo quello di imprigionarli per sempre, ma anche di condurre qui pure Aladdin.

### La pietra del destino (prima parte)
- Titolo originale: Seems Like Old Crimes - Part One
- Trama: Una vecchia conoscenza di Aladdin, il Guardiano della mistica Pietra del destino, fa una visita ad Agrabah, per chiedere il suo aiuto. Aladdin racconta agli altri la sua storia, e quella di Abù, conosciuto molto prima di Genio e Jasmine. Un circo itinerante si era fermato ad Agrabah, e il lavoro di Abù era quello di rubare i soldi degli spettatori. Cercando di rubare i soldi di Aladdin, la scimmia ha incontrato il suo amico per la prima volta, il quale, a sua volta, ha incontrato i saltimbanchi Fatima, Minosse e Aziz. Ed è da quel momento che divennero amici. Aladdin si rifiutò di derubare i cittadini, ma Minosse e gli altri hanno chiesto il suo aiuto ancora una volta, per entrare in possesso di una gemma rossa chiamata Pietra del destino, che solo lui poteva raggiungere grazie alla sua velocità sovrumana, i riflessi avanzati e una grande agilità. Una volta ottenuta, il Guardiano li avvertì; Aladdin ha provato e non è riuscito a fermarli, e tutti e tre scomparvero, le loro vite cambiate in maniera sconosciuta. Terminata la sua storia, Aladdin accetta di aiutare il Guardiano e trovano finalmente la pietra, solo per scoprire che le trappole del tempio in cui è stata custodita l'hanno ridotta in frantumi. Il gruppo fa poi ritorno ad Agrabah.

### La pietra del destino (seconda parte)
- Titolo originale: Seems Like Old Crimes - Part Two
- Trama: Aziz è stato trasformato in un demone del fuoco, Minosse in un minotauro e Fatima in un'arpia, e ora stanno scatenando il caos su Agrabah, impossessandosi di tutte le sue ricchezze. Quando Aladdin e gli altri ritornano, scoprono che i tre sono diretti verso il palazzo, dove si terrà la resa dei conti, e rapiscono Abù. Aladdin e i suoi amici lo rintracciano, e si trovano ad affrontare di nuovo il mostruoso trio; Jasmine viene catturata e intrappolata in un cristallo. Fatima le chiede perché ha rischiato la sua vita per Aladdin, e lei risponde che Fatima avrebbe fatto la stessa cosa per Minosse. Rendendosi conto che non può distruggere Aladdin e Jasmine, lei si ribella, ma Aziz non si arrende, e si confronta con lei e Minosse, uccidendo quest'ultimo. La Pietra del destino si ricompone, ritrasformando Minosse e Fatima in umani, e offrono ad Aziz la possibilità di essere di nuovo umano anche lui. Ma si rifiuta e fugge; Minosse promette ad Aladdin che lo troveranno, e lavoreranno sodo per ripagare i loro crimini passati, avendo finalmente trovato ciò che avevano da sempre cercato: l'amicizia e l'amore.
- Nota: Questo è l'unico episodio della serie ad essere diviso in due parti.

### Il rivale
- Titolo originale: From Hippsodeth, with Love
- Trama: Quando la regina Hippsodeth delle Galafemmine manda al Sultano una lettera d'amore, invitandolo poi a un appuntamento, Jasmine pensa che sarebbe pericoloso andarci. Dopo aver mandato un'altra lettera (con qualche insulto da parte di Iago) alla regina, il suo corteggiatore, re Pectore, decide di combattere il Sultano fino alla morte per l'insulto. Jasmine convince Aladdin a far finta di essere il Sultano e provare a entrare in battaglia, invano, ma quando il Sultano lo viene a sapere, la situazione dev'essere risolta subito, prima che Pectore uccida Aladdin.

### Un temibile avversario
- Titolo originale: Destiny on Fire
- Trama: Aladdin e i suoi amici tornano dalle vacanze per scoprire che tutti ad Agrabah sono stati trasformati in lumache. Vengono però salvati da Razoul, che era scappato dal palazzo durante l'assalto iniziale, e scoprono che il responsabile è Aziz, ex-socio di Abù. Mentre gli amici di Aladdin vengono trasformati in lumache durante il tentativo di fermarlo, Razoul e Aladdin (che restano apertamente ostili l'uno verso l'altro) devono mettere da parte le loro divergenze, se vogliono avere qualche possibilità di fermare Aziz.

### Il ritorno di Malcho
- Titolo originale: The Return of Malcho
- Trama: Il vecchio nemico di Iago, Malcho, ritorna per vendicarsi, mentre Aladdin è responsabile, come sultano temporaneo, per Agrabah, dal momento che il Sultano, Jasmine e il resto dei suoi amici sono in vacanza. Quando Malcho inizia ad attaccare, Aladdin deve combattere e lavorare con le guardie reali per proteggere Iago e fermare Malcho, senza mettere in pericolo la città.

### Lo squalo d'oro
- Titolo originale: Raiders of the Lost Shark
- Trama: Dopo che uno squalo gigante in grado di vivere sulla terra attacca Agrabah, una nave volante governata dal sempre vigile capitano Murk, che è in cerca dello squalo, si reca dal sultano chiedendo un equipaggio. Aladdin e Jasmine si offrono volontari, e il gruppo si dirige verso il deserto per cercare di sconfiggere lo squalo.

## Terza stagione

### La pillola di Makkhanà
- Titolo originale: Sneeze the Day
- Trama: Genio viene accidentalmente infettato con del succo di guava, rendendo la sua magia fuori controllo ogni volta che starnutisce, così Aladdin e Iago devono trovare il Globo di Makkhahà, nella speranza di guarire Genio prima che faccia altri guai.

### L'occhio del profeta
- Titolo originale: The Prophet Motive
- Trama: Molto tempo fa, un malvagio ciclope di nome Fashoom fu tradito e trasformato in pietra da suo fratello maggiore. Tornando al presente, il mendicante cieco Phasir incontra Aladdin al mercato, dicendogli del suo futuro. Aladdin si sente scettico, e in quel momento scopre che Tappeto è stato preso da Abis Mal e Haroud. Decide di riavere Tappeto indietro, ma Abis Mal lo porta via. Aladdin e Jasmine vengono catturati, e mentre il ladro tiene la principessa e Genio nella tana di Fashoom, Aladdin viene imprigionato in una cella. Utilizzando uno scheletro scappa, per poi scoprire che Iago e Abù hanno aiutato Tappeto a fuggire. Aladdin e i suoi amici inseguono Abis Mal e Haroud, proprio mentre rubano l'occhio di Fashoom, che si risveglia. Fashoom mette Aladdin da parte e terrorizza i due ladri per aver tentato di rubare il suo tesoro. Aladdin, Jasmine e gli altri nel frattempo lo distraggono, e quando Fashoom lancia contro di loro il suo occhio, Aladdin si riflette verso di lui con uno scudo, provocando il crollo della grotta sopra il ciclope. Abis Mal cerca di rivendicare il tesoro usando Genio come esca, ma, invece, apre accidentalmente una bottiglia di tarme. Riuniti, il gruppo torna a casa, e di nuovo al mercato, Phasir si toglie la benda, rivelando che lui è un ciclope: è il fratello di Fashoom, che poi lo aveva tradito.

### Il principe Uncouthma
- Titolo originale: That Stinking Feeling
- Trama: Iago, Abù e Tappeto notano che Jasmine è arrabbiata con Aladdin per non aver chiesto di uscire con lei. Quando arriva un nuovo corteggiatore, il Principe Uncouthma di Odiferus, Jasmine finge di essere interessata a lui per far ingelosire Aladdin. Nel frattempo, Aladdin fa credere a Uncouthma che le loro usanze sono false, nella speranza che possa offendere il Sultano e Jasmine. Il suo piano fallisce, ma presto si rende conto di avere problemi più importanti da affrontare, quando Iago inganna il principe convincendolo a recarsi all'Oasi proibita, circondata da rovi intricati, e che il suo guardiano sta cercando di ucciderlo, cosicché Iago possa essere premiato con un prezioso tesoro. Ora Aladdin e Jasmine devono mettere da parte i loro litigi per salvare Uncouthma.

### Lo sciamano
- Titolo originale: Beast or Famine
- Trama: Aladdin, Genio e Abù stanno percorrendo una via commerciale attraverso il deserto, quando raggiungono i resti dello squalo gigante e della nave di Murk. Ben presto, scoprono che gli uomini-talpa sono la causa di questo, e catturano Genio, nonostante i suoi sforzi. Nel frattempo, al loro covo, uno sciamano rivela i suoi piani: spogliare completamente Genio della sua energia magica e rendersi più potente. Tornati alla nave, Aladdin e Abù scoprono che Murk è ancora vivo, e lo convincono ad aiutarli a riparare la sua nave con i resti dello squalo. Raggiungono il covo, trovando Genio esausto, e mentre Murk combatte le creature, Aladdin affronta lo sciamano. Genio convince le creature che lo sciamano non è il loro leader, a causa della loro aggressività, e si rivolgono a lui. Lo sciamano viene poi ucciso dalla sua stessa magia. Convintosi, Murk sceglie di essere il leader degli uomini-talpa, in quanto anche loro sono cacciatori, e Aladdin, Genio e Abù se ne tornano a casa.
- Nota: In questo episodio Jasmine e Iago sono assenti.

### Il giorno del morto vivente
- Titolo originale: The Spice is Right
- Trama: Aladdin trova il regalo giusto per Jasmine: una collana che, una volta indossata, libera Ayam Aghoul, il signore dei morti, il quale fa di lei la sua sposa. Tuttavia, quando Aladdin capisce che la polvere che c'è nel forziere che conteneva la collana può salvare Jasmine, scopre che Iago l'ha venduta (con l'assistenza di Genio) a scopo di lucro.

### L'eroe dalle mille piume
- Titolo originale: Hero with a Thousand Feathers
- Trama: A Iago viene predetto che libererà un demone antico che vuole conquistare Agrabah, e che solo chi lo ha liberato può sconfiggerlo. Dopo che questo evento si avvera, temendo per la sua sicurezza, Iago dà la colpa a Genio, che viene, di conseguenza, sconfitto e Agrabah sta per essere condannata. Ora Iago deve raccogliere tutto il suo coraggio per salvare la città.

### Le streghe della sabbia
- Titolo originale: Witch Way Did She Go?
- Trama: Quando Sadira invita Aladdin e i suoi amici a casa sua, lei libera involontariamente tre antiche Streghe della sabbia. Viene quindi accusata per essere tornata a essere loro nemica, e ora deve scegliere tra il potere e l'amicizia.

### La vipera nera
- Titolo originale: Sea No Evil
- Trama: Dopo che Aladdin si rifiuta di andare a caccia di tesori per Iago, quest'ultimo e Abù si trovano davanti a uno spirito che dà loro una conchiglia, che li trasporta nel suo mondo. Iago e Abù ingannano Aladdin, convincendolo a suonare nella conchiglia per aprire una strada sul fondo del mare. Andando sott'acqua, scoprono una nave affondata, e lo spirito incita Aladdin a toccare la polena; non appena lo fa, finiscono nel mondo dei morti, dove li aspetta Ayam Aghoul. Dopo aver appreso che l'unico modo per Aladdin di tornare è far sì che Aghoul tocchi la polena, Iago e Abù vanno in cerca di Genio. Ora devono trovare un modo per ingannare Aghoul per fargli toccare la polena, o perderanno Aladdin per sempre.
- Nota: In questo episodio Jasmine è assente.

### Mai sottovalutare il Sultano
- Titolo originale: A Sultan Worth His Salt
- Trama: Quando Jasmine viene catturata da un gruppo di donne guerriere, le Galafemmine, che vogliono fare di lei una di loro, il Sultano è determinato a salvare sua figlia. Aladdin e gli altri, invece, sono un po' preoccupati per il fatto di lasciarlo fare, ma non hanno scelta. Jasmine, nel frattempo, è costretta a subire una serie di "prove di iniziazione", durante le quali riesce quasi a fuggire. Aladdin e i suoi amici raggiungono il regno delle Galafemmine, che si rivela essere pieno di trappole mortali. Nello scontro finale, il Sultano salva la situazione, e Aladdin impara a non sottovalutare il suo futuro suocero.

### Caccia al genio
- Titolo originale: Genie Hunt
- Trama: Il Mukhtar, l'unico sopravvissuto di un'omonima razza umanoide che dava la caccia ai Geni, si reca ad Agrabah in cerca di Genio. Ci riesce, ma Aladdin e gli altri corrono a salvarlo, e il Mukhtar rivela che sta lavorando su commissione; infatti, uno dei vecchi padroni di Genio, Al Jibraic (che da quello che si sa potrebbe essere, dopo Aladdin e Jafar, il terzultimo padrone di Genio, visto che nel primo film Genio si lamentava di essere stato chiuso nella lampada per 10 000 anni, l'età di Al Jibraic) lo rivuole indietro per vivere eternamente. Ci vorrà tutto lo spirito di Genio e il coraggio di Aladdin per fermare il cacciatore.
- Nota: In questo episodio Jasmine è assente.

### La stirpe degli El Katib
- Titolo originale: The Lost Ones
- Trama: I bambini di Agrabah stanno costantemente scomparendo, e quando Aladdin si imbatte in un ragazzino di strada, Wahid, si ricorda anche del suo vecchio amico Amal, che ha voluto essere molto più di un ladro, ma con modi disonesti. Mentre Aladdin e gli altri indagano su chi è stato a rapire i bambini, scoprono che gli El Katib (mostruosi esseri che si muovono nell'ombra) sono i responsabili delle sparizioni; anche Amal è diventato un El Katib, catturando poi Wahid. Una volta entrati nel Regno delle Ombre, scoprono chi sta dietro a tutto questo: Mirage, che sta accumulando la sua forza dal desiderio di vita eterna da parte dei giovani impuri di cuore ogni sette anni. Tuttavia, Wahid si rifiuta di diventare un El Katib, e Mirage rivela che non se lo farà, lui morirà. Amal, nel frattempo, si rifiuta di uccidere Aladdin, e Genio inganna Mirage facendole credere che Aladdin darà in cambio la propria vita per Wahid. Lei se ne va, lasciando che gli El Katib scompaiano, tranne Amal, che, da quando si è rifiutato di uccidere Aladdin, si è reso conto che non è un vero El Katib. Dopo aver salvato il suo vecchio amico, egli si propone di fare il più bene possibile, e ritrovare la sua umanità.
- Nota: In questo episodio Jasmine è assente.

### Con la forza dell'amore
- Titolo originale: Eye of the Beholder
- Trama: Mirage mette a dura prova l'amore di Aladdin e Jasmine. Travestita da mendicante, lei dà a Jasmine una pozione che dovrebbe trasformarla in qualcosa di più degno per il suo amato, ma la trasforma invece in una donna serpente. Aladdin non si fermerà davanti a nulla pur di salvare Jasmine e stare con lei per sempre, anche se questo significa diventare un uomo serpente anche lui.

### La preda
- Titolo originale: The Hunted
- Trama: Un mostro si reca ad Agrabah, e cattura Aladdin e i suoi amici, tranne Genio. Il rapitore si rivela essere il Mukhtar, e libererà gli altri se Genio accetta di aiutarlo ad affrontare Mozenrath. Genio accetta con riluttanza, e si recano nella Terra delle Sabbie Nere; nella fortezza di Mozenrath, Genio risveglia accidentalmente una gigantesca pianta carnivora, che quasi uccide il Mukhtar. Anche se in un primo momento lui se ne va, scopre che non può permettere che il Mukhtar muoia, e una volta salvato, il Mukhtar promette di essere in debito d'onore. Finalmente trovano Mozenrath, e il Mukhtar intrappola il Genio, dopo averlo ingannato, e lo imprigiona nel cristallo di Ixtalah, che drena i poteri di Genio ogni volta che viene toccato. Prendendo la sua ricompensa, una volta fuori dalla fortezza, libera Aladdin e gli altri, e vanno a salvare Genio, ma tutti, tranne Aladdin, vengono sottomessi, fino a quando non ritorna il Mukhtar, imprigionando Mozenrath con le sue bolas magiche e liberando Genio. Dopo aver ripagato il suo debito, il Mukhtar fa per andarsene, ma lui e Genio rimarranno amici.

### I cavalieri di Ramond
- Titolo originale: Riders Redux
- Trama: Quando il tesoro che le guardie reali stanno trasportando verso un regno vicino viene rubato dai predoni ogni volta, senza che ci sia alcun modo per fermarli, Jasmine manda Aladdin e i suoi amici a scoprire chi c'è dietro, per evitare una potenziale guerra tra i due regni. Tuttavia, il piano fallisce, e Aladdin tradisce le guardie reali e il suo gruppo, unendosi ai predoni. Tuttavia, il tradimento di Aladdin è in realtà uno stratagemma per andare sotto copertura e scoprire l'arma segreta dei predoni: una clessidra magica che blocca momentaneamente il tempo. Le cose si complicano quando Agrabah assume ulteriormente i Cavalieri di Ramond e Jasmine decide di accompagnarli durante la prossima spedizione.

### Il libro di Khartoum
- Titolo originale: The Book of Khartoum
- Trama: Genio ed Eden si ritrovano per l'anniversario del loro primo incontro, ma Mozenrath ha altri piani. Rende Genio suo prigioniero e lo utilizza per alimentare una macchina che può creare una pietra filosofale in grado di aumentare i suoi poteri magici, secondo le istruzioni di Khartoum, la faccia di uno stregone intrappolato all'interno di un libro. Quando Aladdin, Eden e gli altri lo scoprono, liberano Genio, ma anche Eden viene catturata (Mozenrath la inganna col fatto che lei darebbe la sua vita per Genio) ed entrambi finiscono per alimentare la macchina. Nel frattempo, Mozenrath ottiene la pietra filosofale e scopre di essere stato ingannato a sua volta: anziché aumentare i suoi poteri, libera involontariamente Khartoum dal suo libro. Aladdin libera Genio ed Eden, facendo ripristinare i loro poteri, e sconfiggono Khartoum, afferrando la pietra e inviandola nello spazio, dove poi esplode.
- Nota: In questo episodio Jasmine è assente.

### L'incantesimo sulla città
- Titolo originale: While the City Snoozes
- Trama: Mirage usa uno scrigno magico, che suona una melodia in grado di far addormentare tutti quanti, fino a quando non si chiude di nuovo. Spetta ad Aladdin e Jasmine trovare lo scrigno prima di addormentarsi e impedire a Mirage di prendere il controllo di Agrabah.

### Spirito maligno cerca casa
- Titolo originale: Two to Tangle
- Trama: Mentre Mozenrath sta morendo per gli effetti collaterali del suo guanto magico, quest'ultimo ha in mente di scambiare il suo corpo con quello di Aladdin per prolungare la sua vita, e lo cattura. Tuttavia, a causa delle interferenze degli amici di Aladdin, la sua mente e quella di Mozenrath condividono lo stesso corpo. Mentre il gruppo si dirige a cercare l'Elisir della vita per invertire l'incantesimo, Mozenrath decide di prendere l'Elisir per tenersi il corpo di Aladdin, e spetta allo spirito di quest'ultimo evitare che ciò accada.

### Il giorno del giudizio
- Titolo originale: The Ethereal
- Trama: Jasmine sogna la venuta di un potente spirito chiamato l'Intangibile, che giudicherà Agrabah se sarà risparmiata o distrutta. Tutti cercano di convincerla che era solo un sogno, fino a quando non compaiono i segni dell'arrivo dell'Intangibile, che, infine, arriva. Ora, Aladdin e i suoi amici devono trovare l'unica cosa che possa rendere Agrabah degna dell'approvazione dell'Intangibile, prima che faccia la stessa fine di Atlantide, Pompei e Babilonia.

### Le ombre viventi
- Titolo originale: The Shadow Knows
- Trama: Ayam Aghoul ha in mente di prendere le ombre di Aladdin e dei suoi amici con la propria ombra e condurle nel Regno del Nulla, con grande disapprovazione di Faribu, la Custode delle ombre. L'ombra di Aghoul riesce a prendere l'ombra di Aladdin e quelle degli altri. Aladdin e Genio si recano nel Mondo delle Ombre a cercare l'aiuto di Faribu, ma vengono inseguiti da Ayam Aghoul. L'ombra del Sultano viene presa, ma Jasmine e gli altri raggiungono il Regno delle Ombre, mentre Aladdin inganna Aghoul, liberando Faribu. Aghoul viene bandito nel Regno del Nulla e le ombre di tutti tornano dai loro proprietari.

### Il grande Molok
- Titolo originale: The Great Rift
- Trama: Aladdin sta cercando la terra dei Mesmeria nel deserto. Iago trova un forziere, contenente quattro gemme, ma un falco gliene ruba una. Quando la luce del sole tocca la gemma, appare la Regina maga Daluca, mentre il falco si rivela essere suo marito, re Zahbar. Daluca si riprende le gemme che Aladdin ha preso ed evoca i suoi tre fratelli, nonostante le obiezioni del marito. La maga trasforma il Sultano e Jasmine in gemme e caccia Aladdin fuori dal palazzo. La famiglia inizia a litigare per il trono, evocando così il grande Molok, la creatura che ha distrutto Mesmeria. Quando Aladdin supplica Daluca di fermare il grande Molok, Zahbar è accordo con lui, fino a quando Daluca non lo teletrasporta a Mesmeria. Aladdin scopre che Zahbar è alle rovine di Mesmeria e viene a conoscenza di quello che è successo: egli afferma che il magico Smeraldo di Cheope ha avvelenato il cuore di Daluca. Dopo avergli rubato lo smeraldo, Aladdin lo distrugge, ritrasformando Zahbar in un essere umano, e riesce anche a prendere le gemme dei fratelli di Daluca, facendo scomparire il grande Molok. La famiglia è quindi benvenuta ad Agrabah.